# 실크우드
《실크우드》(영어: Silkwood)는 1983년 개봉한 미국의 전기 드라마 영화로, 마이크 니컬스가 감독을 맡았다.

## 같이 보기
- 원자력
- 핵연료
- 핵연료 주기